# Chapelle Saint-Michel (Questembert)
Pour les articles homonymes, voir chapelle Saint-Michel.
La chapelle Saint-Michel est située  au cimetière de Questembert, dans le Morbihan.

## Historique
La chapelle Saint-Michel, qui date de 1440, est la plus ancienne chapelle de Questembert. Elle aurait été construite à l'endroit où saint Vincent Ferrier, en route vers Vannes, avait prêché, en 1418. Elle a été restaurée au début du XXIe siècle.
La chapelle fait l’objet d’un classement au titre des monuments historiques depuis le 1er septembre 1922.

## Architecture
La chapelle abrite une série de statues en bois polychrome du XVIe siècle, restaurées en 2006-2007, dont celle de saint Mamert, portant ses entrailles dans ses mains.
En face du portail de la chapelle se trouve le tombeau du père René Mulot, mort en 1749. Le monument, orné de têtes de mort et de larmes, est réputé aider les jeunes enfants à marcher. L'if qui se dresse à côté du tombeau est plusieurs fois centenaire: âgé de plus de 500 ans, ce serait l'un des plus anciens du Morbihan.

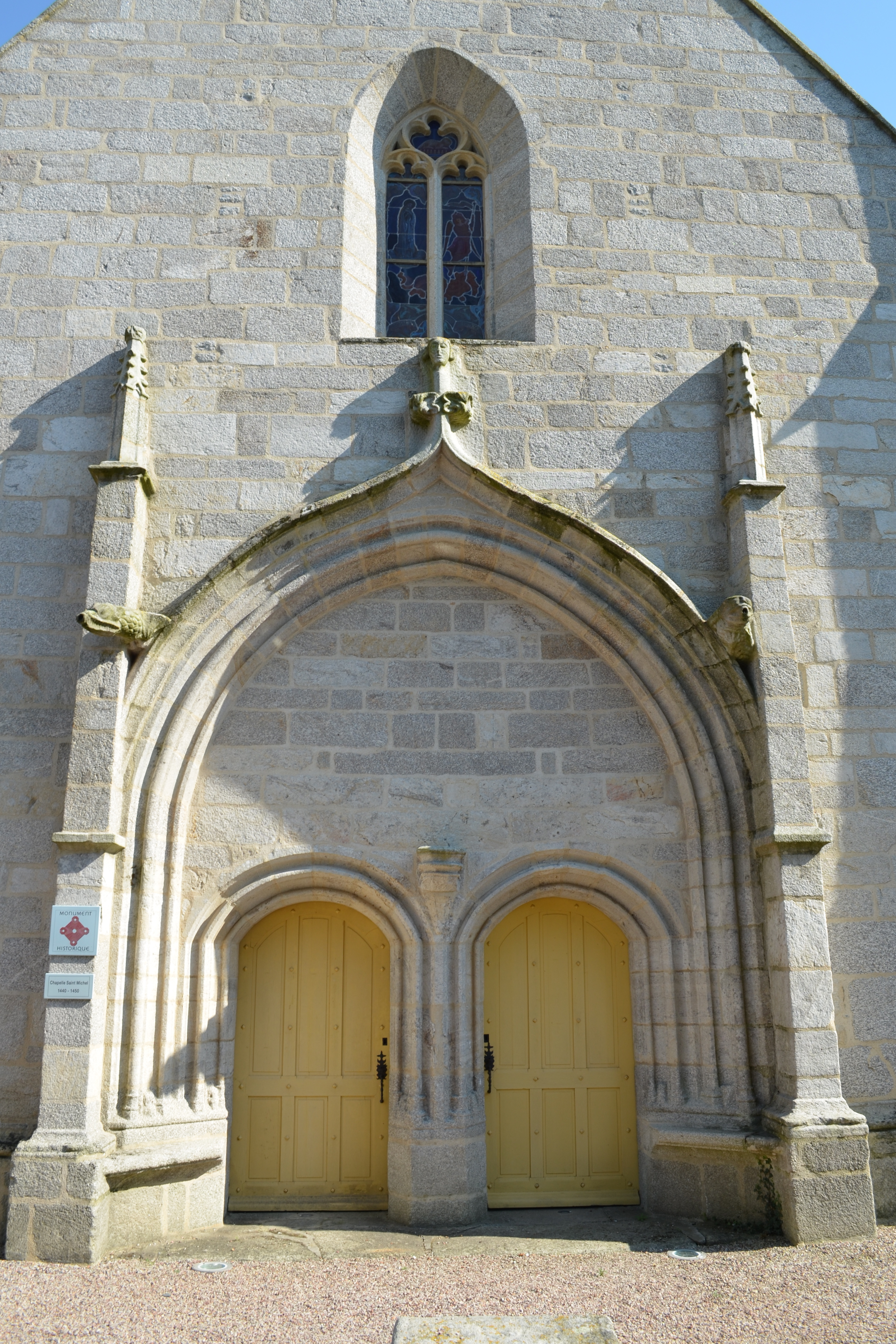
Portail de la Chapelle